# (2227) Otto Struve
(2227) Otto Struve (1955 RX; 1935 UP; 1955 SA2; 1962 WL2; 1965 SV; 1970 ET2) ist ein Asteroid des inneren Hauptgürtels, der am 13. September 1955 im Rahmen des Indiana Asteroid Program am Goethe-Link-Observatorium in Brooklyn (Indiana) (IAU-Code 760) entdeckt wurde.

## Benennung
(2227) Otto Struve wurde nach dem russisch-US-amerikanischen Astronomen deutsch-baltischer Abstammung Otto von Struve (1897–1963) benannt. Struve war der letzte einer bedeutenden Familie von Astronomen. Sein Urgroßvater Friedrich Georg Wilhelm Struve (nach ihm war der Asteroid (768) Struveana benannt worden) hatte 1839 das Pulkowo-Observatorium gegründet. Sein Großvater Otto Wilhelm von Struve, sein Onkel Hermann von Struve und sein Vater Ludwig von Struve waren ebenfalls bedeutende Astronomen. 1921 wurde er vom US-amerikanischen Astronomen Edwin Brant Frost eingeladen, am Yerkes-Observatorium zu arbeiten. 1932 wurde er Frosts Nachfolger als dessen Direktor und war 1932 maßgeblich an der Gründung des McDonald-Observatoriums beteiligt. Von 1932 bis 1947 war er leitender Redakteur des The Astrophysical Journal. Er arbeitete als Leiter der Abteilung Astronomie der University of California.